# Khangsar
Khangsar (nepalski: खाङ्सार) – gaun wikas samiti w zachodniej części Nepalu w strefie Gandaki w dystrykcie Manang. Według nepalskiego spisu powszechnego z 2011 roku liczył on 58 gospodarstw domowych i 257 mieszkańców (119 kobiet i 138 mężczyzn).